# Херольдисхаузен
Херольдисхаузен (нем. Heroldishausen) — община в Германии, в земле Тюрингия. 
Входит в состав района Унструт-Хайних. Подчиняется управлению Унструт-Хайних.  Население составляет 207 человек (на 31 декабря 2010 года). Занимает площадь 3,20 км².